# Swierynowo
Swierynowo (biał. Сверынава, Swierynawa; ros. Свериново, Swierinowo) – wieś na Białorusi, w obwodzie mińskim, w rejonie stołpeckim, w sielsowiecie Mikołajewszczyzna, nad Niemnem.
Współcześnie w skład miejscowości wchodzą także dawne wieś Kuciec (biał. Куцец, Kuciec; ros. Кутец, Kutiec) i folwark Łuhowate (Ługowate; biał. Лагаватае, Łahawataje; ros. Лаговатое, Łagowatoje).

## Historia
W XIX i w początkach XX w. wsie położone były w Rosji, w guberni mińskiej, w powiecie mińskim, w gminie Świerżeń.
W dwudziestoleciu międzywojennym miejscowości leżały w Polsce, w województwie nowogródzkim, w powiecie stołpeckim, w gminie Świerżeń. W 1921 Łuhowate liczyło 20 mieszkańców, zamieszkałych w 1 budynku, wyłącznie Polaków. 19 mieszkańców było wyznania rzymskokatolickiego i 1 prawosławnego.
Położone były wówczas przy granicy polsko-sowieckiej. Na początku lat 20. znajdowały się tutaj placówki 2 Batalionu Celnego i 2 Batalionu Straży Granicznej, a następnie dwie strażnice Korpusu Ochrony Pogranicza: „Swierynowo” oraz „Ługowate”.
Po II wojnie światowej w granicach Związku Sowieckiego. Od 1991 w niepodległej Białorusi.